# Ібрагім Зубайру
Ібрагім Зубайру (англ. Ibrahim Zubairu, нар. 2 червня 2004, Кумасі) — ганський футболіст, нападник сербського клубу «Партизан» та молодіжної збірної Гани.

## Клубна кар'єра
Народився 2 червня 2004 року в місті Кумасі. Вихованець футбольної школи клубу «Барселона Бебіз». У дорослому футболі дебютував 2020 року виступами за команду «Кінг Файсал Бейбс», в якій провів два сезони, взявши участь у 47 матчах чемпіонату. Більшість часу, проведеного у складі «Кінг Файсал Бейбс», був основним гравцем атакувальної ланки команди, забивши 14 голів.
Своєю грою за цю команду привернув увагу представників тренерського штабу сербського клубу «Єдинство» (Уб), до складу якого приєднався влітку 2022 року. Відіграв за клуб з Уба наступні два сезони своєї ігрової кар'єри. Граючи у складі «Єдинства» також здебільшого виходив на поле в основному складі команди і був одним з головних бомбардирів команди, маючи середню результативність на рівні 0,34 гола за гру першості, завдяки чому 2024 року допоміг команді вперше в історії вийти до Суперліги.
У червні 2024 року за 500 тис. євро перейшов к «Партизан», підписавши чотирирічний контракт. Станом на 16 березня 2025 року відіграв за белградську команду 25 матчів в національному чемпіонаті.

## Виступи за збірні
Виступав у складі молодіжних збірних Гани до 20 та 23 років. З командою до 23 років брав участь у молодіжному Кубку африканських націй 2023 року, де ганці не змогли вийти з групи.

## Статистика виступів

### Статистика клубних виступів
Станом на 16 березня 2025
| Сезон                         | Команда                       | Чемпіонат                     | Чемпіонат | Чемпіонат | Національний кубок | Національний кубок | Національний кубок | Континентальні кубки | Континентальні кубки | Континентальні кубки | Інші змагання | Інші змагання | Інші змагання | Усього | Усього | Усього |
| Сезон                         | Команда                       | Ліга                          | Ігор      | Голів     | Ліга               | Ігор               | Голів              | Ліга                 | Ігор                 | Голів                | Ліга          | Ігор          | Голів         | Ігор   | Голів  |        |
| ----------------------------- | ----------------------------- | ----------------------------- | --------- | --------- | ------------------ | ------------------ | ------------------ | -------------------- | -------------------- | -------------------- | ------------- | ------------- | ------------- | ------ | ------ | ------ |
| 2020–21                       | «Кінг Файсал Бейбс»           | ПЛ                            | 24        | 7         | КГ                 | 0                  | 0                  | -                    | -                    | -                    | -             | -             | -             | 24     | 7      |        |
| 2021–22                       | «Кінг Файсал Бейбс»           | ПЛ                            | 23        | 7         | КГ                 | 0                  | 0                  | -                    | -                    | -                    | -             | -             | -             | 23     | 7      |        |
| Усього за «Кінг Файсал Бейбс» | Усього за «Кінг Файсал Бейбс» | Усього за «Кінг Файсал Бейбс» | 47        | 14        |                    | 0                  | 0                  |                      | -                    | -                    |               | -             | -             | 47     | 14     |        |
| 2022–23                       | «Єдинство» (Уб)               | 1Л                            | 24        | 7         | КС                 | 0                  | 0                  | -                    | -                    | -                    | -             | -             | -             | 24     | 7      |        |
| 2023–24                       | «Єдинство» (Уб)               | 1Л                            | 35        | 13        | КС                 | 1                  | 0                  | -                    | -                    | -                    | -             | -             | -             | 36     | 13     |        |
| Усього за «Єдинство» (Уб)     | Усього за «Єдинство» (Уб)     | Усього за «Єдинство» (Уб)     | 59        | 20        |                    | 1                  | 0                  |                      | -                    | -                    |               | -             | -             | 60     | 20     |        |
| 2024–25                       | «Партизан»                    | СЛ                            | 25        | 9         | КС                 | 1                  | 1                  | ЛЧ+ЛЄ+ЛК             | 1+2                  | 0                    | -             | -             | -             | 26     | 10     |        |
| Усього за кар'єру             | Усього за кар'єру             | Усього за кар'єру             | 131       | 43        |                    | 2                  | 1                  |                      | 5                    | 0                    |               | -             | -             | 138    | 44     |        |